# 요시모토 알 앤드 시
요시모토 알 앤드 시(일본어: よしもとアール・アンド・シー, YOSHIMOTO R and C Co., Ltd.)는 일본의 레코드 회사로, 도쿄도 신주쿠구에 위치해있다. 요시모토 흥업의 자회사이기도 하다. 2001년 5월 24일 알 앤드 시 재팬이라는 이름의 회사로 설립되었으며, 2007년 10월 1일부터 현재의 사명을 사용하고 있으나, 2017년 10월 1일부터 요시모토 뮤직(일본어: よしもとミュージック, YOSHIMOTO MUSIC Co., Ltd.)로 변경되었다.
2007년 7월 1일 일본레코드협회의 정회원으로 가입되어 일본의 메이저 레이블 중 하나가 되었다.

## 레이블
- Dear.
- Fear.
- Your.
- gaball screen
  - TM NETWORK, GABALL이 소속되어 있다.
- laugh out loud! records
  - NMB48, 야마모토 사야카가 소속되어 있다.

과거에는 네기야키 (NYCI-), 스키야키 (SYCI-), YM3D (YRCS-) 같은 레이블도 사용했으나 "요시모토 R & C"로 사명이 변경된 이후 사라졌다.